# Иван Крайничанец
Иван Петров Крайничанец е български възрожденски деец, един от първите български фармацевти.

## Биография

### Образование
Роден е в 1869 година във велешкото село Крайници, в семейството на Петър Крайничанец и Ангелина (1830 - 1897). От около 1876 година учи в българско училище в родното село на майка си, Войница. След това учи във велешкото българско училище „Св. св. Кирил и Методий“, където му преподават Димитър Михайлов, Димитър Попандов, Т. К. Талев, Г. Каишев и Георги Михайлов.
В 1882 година започва да учи в Солунската българска мъжка гимназия, която завършва с четвъртия випуск в 1889 година. Под влияние на учителите си в гимназията Васил Кънчов, който го моли да събере материали за Йордан Хаджиконстантинов Джинот, и Димитър Матов Крайничанец започва да събира фолклорни материали от Велес и Велешко и да публикува в българските вестници. В 1895 година издава „Сватбарски обичаи и песни от Велешко“.

### Учител във Велес
От 1891/1892 година преподава български език, естествена история и география в Третокласното българско училище във Велес при директорството на Никола Мискинов, а по-късно на Бано Кушев. В 1894/1895 година става старши учител в училището „Св. св. Кирил и Методий“, като преподава и в класното училище. В началото на следната учебна година обаче е сменен като старши учител и след конфликт с митрополията и владиката Авксентий Велешки, напуска.

### Студент в Лозана
Заминава за Швейцария и се записва да учи във Фармацевтичното училище на Лозанския университет. В Лозана е колега със социалиста Димитър Златаров (1877- 1909) и Иван Тричков, по-късно съпруг на Гюрга Пинджурова.
Завършва през есента на 1897 година и полага изпит за признаване на дипломата в Медицинския университет в Цариград.

### Управител на „Първа българска аптека“ в Солун
Българският бакалски еснаф в Солун, ръководен от щипянина Спиро Суруджиев и велешанина Коста Кямилов, решава да отвори аптека в Солун и в 1898 година кани Крайничанец за аптекар в града и той приема. Аптеката е кръстена „Първа българска аптека“ и отваря врати на улица „Коломба“ във Франкомахала през април 1898 година. Първоначалният ѝ капитал е 60 лири, увеличен по-късно на 100. Аптеката предизвиква сензация и сред българското, и сред другоезичното население в града. Гърците започват различни интриги пред властите, за да я затворят. Крайничанец се опитва да остане встрани от солунските български обществени борби между привържениците на Българското тайно революционно братство и Революционната организация, но тъй като Суруджиев и Кямилов са привърженици на Братството, част от солунските граждани я бойкотират. Водачът на Революционната организация д-р Татарчев изпраща болните в аптеката на гърка Константинидис. Д-р Христович, привърженик на Братството, посещава аптеката, за да преглежда бедните българи от града и селата безплатно. Аптеката е поддържана предимно от ненамесените в градските политически борби българи от селата, които посрещат отварянето ѝ с възторг. След първата година Крайничанец откупува аптеката от бакалския еснаф за 90 лири. Аптеката обаче е подложена на периодични обиски и често пъти е затваряна, а Крайничанец периодично арестуван, тъй като снабдява с лекарства ранени четници на ВМОРО. Крайничанец се сближава с дейците на ВМОРО и започва да изпълнява задачи на организацията. След Солунските атентати през май 1903 година, Крайничанец успява да се спаси от клането, но заедно с много други българи е арестуван, а аптеката затворена.
В града отварят български аптеки и д-р Спиридон Казанджиев, който първоначално подкрепя бизнеса на Крайничанец, и д-р Христо Тенчев и брат му Иван Тенчев на Гелимер капия, което съчетано с постоянните гръцки клевети и обиски и арести от властите, принуждава Крайничанец да затвори „Първа българска аптека“.
В 1903 година Иван Крайничанец се жени за Ефросима Вандева от Прилеп.

### Управител на аптека „Зора“ в Прилеп
В 1906 година по съвет на тъст си и жена си и повикан от българския лекар д-р Тръпко Филипов Крайничанец, решава да пренесе бизнеса си в Прилеп, където отваря аптека „Зора“.
През 1942 г. по време на българското управление в Македония издава спомените си в Скопие.
Умира през октомври 1945 година в Прилеп.
- Крайничанецъ, Иван П. Спомени отъ изминалия пѫтъ въ живота ми. Книга I.   Скопие, Печатница Крайничанецъ А. Д., 1942.
- Ефросима Вандева, съпруга на Иван Крайниченец
- Димитър Златаров, Иван Крайничанец и Иван Тричков на Гран Мюверан, 20 май 1897 г.
- Изложение отъ Временния комитетъ на пострадалитѣ българи отъ Македония презъ сръбския режимъ.   Скопие, Печатница Крайничанец А. Д., 1942.

## Родословие
|  |  |  |  |  |  |  |  |         |         |         |         |                   |                   |                   |                   |                    |                    |                    |                    | Петър Крайничанец                          | Петър Крайничанец                          | Петър Крайничанец                          | Петър Крайничанец                          | Петър Крайничанец                          | Петър Крайничанец                          |                                |                                | Ангелина (1830 – 1897)         | Ангелина (1830 – 1897)         | Ангелина (1830 – 1897) | Ангелина (1830 – 1897) | Ангелина (1830 – 1897) | Ангелина (1830 – 1897) |                  |                  |                  |                  |  |  |                   |                   |                   |                   |                   |                   |  |  |  |  |  |  |  |  |
|  |  |  |  |  |  |  |  |         |         |         |         |                   |                   |                   |                   |                    |                    |                    |                    | Петър Крайничанец                          | Петър Крайничанец                          | Петър Крайничанец                          | Петър Крайничанец                          | Петър Крайничанец                          | Петър Крайничанец                          |                                |                                | Ангелина (1830 – 1897)         | Ангелина (1830 – 1897)         | Ангелина (1830 – 1897) | Ангелина (1830 – 1897) | Ангелина (1830 – 1897) | Ангелина (1830 – 1897) |                  |                  |                  |                  |  |  |                   |                   |                   |                   |                   |                   |  |  |  |  |  |  |  |  |
|  |  |  |  |  |  |  |  |         |         |         |         |                   |                   |                   |                   |                    |                    |                    |                    |                                            |                                            |                                            |                                            |                                            |                                            |                                |                                |                                |                                |                        |                        |                        |                        |                  |                  |                  |                  |  |  |                   |                   |                   |                   |                   |                   |  |  |  |  |  |  |  |  |
|  |  |  |  |  |  |  |  |         |         |         |         |                   |                   |                   |                   |                    |                    |                    |                    |                                            |                                            |                                            |                                            |                                            |                                            |                                |                                |                                |                                |                        |                        |                        |                        |                  |                  |                  |                  |  |  |                   |                   |                   |                   |                   |                   |  |  |  |  |  |  |  |  |
|  |  |  |  |  |  |  |  | Пандора | Пандора | Пандора | Пандора | Пандора           | Пандора           |                   |                   | Георги Крайничанец | Георги Крайничанец | Георги Крайничанец | Георги Крайничанец | Георги Крайничанец                         | Георги Крайничанец                         |                                            |                                            | Иван Крайничанец (1869 – 1945)             | Иван Крайничанец (1869 – 1945)             | Иван Крайничанец (1869 – 1945) | Иван Крайничанец (1869 – 1945) | Иван Крайничанец (1869 – 1945) | Иван Крайничанец (1869 – 1945) |                        |                        | Ефросина Вандова       | Ефросина Вандова       | Ефросина Вандова | Ефросина Вандова | Ефросина Вандова | Ефросина Вандова |  |  | Мария Крайничанец | Мария Крайничанец | Мария Крайничанец | Мария Крайничанец | Мария Крайничанец | Мария Крайничанец |  |  |  |  |  |  |  |  |
|  |  |  |  |  |  |  |  | Пандора | Пандора | Пандора | Пандора | Пандора           | Пандора           |                   |                   | Георги Крайничанец | Георги Крайничанец | Георги Крайничанец | Георги Крайничанец | Георги Крайничанец                         | Георги Крайничанец                         |                                            |                                            | Иван Крайничанец (1869 – 1945)             | Иван Крайничанец (1869 – 1945)             | Иван Крайничанец (1869 – 1945) | Иван Крайничанец (1869 – 1945) | Иван Крайничанец (1869 – 1945) | Иван Крайничанец (1869 – 1945) |                        |                        | Ефросина Вандова       | Ефросина Вандова       | Ефросина Вандова | Ефросина Вандова | Ефросина Вандова | Ефросина Вандова |  |  | Мария Крайничанец | Мария Крайничанец | Мария Крайничанец | Мария Крайничанец | Мария Крайничанец | Мария Крайничанец |  |  |  |  |  |  |  |  |
|  |  |  |  |  |  |  |  |         |         |         |         |                   |                   |                   |                   |                    |                    |                    |                    |                                            |                                            |                                            |                                            |                                            |                                            |                                |                                |                                |                                |                        |                        |                        |                        |                  |                  |                  |                  |  |  |                   |                   |                   |                   |                   |                   |  |  |  |  |  |  |  |  |
|  |  |  |  |  |  |  |  |         |         |         |         | Тодор Крайничанец | Тодор Крайничанец | Тодор Крайничанец | Тодор Крайничанец | Тодор Крайничанец  | Тодор Крайничанец  |                    |                    | Лазар Крайничанец (около 1895 – след 1977) | Лазар Крайничанец (около 1895 – след 1977) | Лазар Крайничанец (около 1895 – след 1977) | Лазар Крайничанец (около 1895 – след 1977) | Лазар Крайничанец (около 1895 – след 1977) | Лазар Крайничанец (около 1895 – след 1977) |                                |                                |                                |                                |                        |                        |                        |                        |                  |                  |                  |                  |  |  |                   |                   |                   |                   |                   |                   |  |  |  |  |  |  |  |  |